# کوتنبورن
کوتنبورن (به آلمانی: Kottenborn) یک شهر در آلمان است که در اهرویلر واقع شده‌است. کوتنبورن ۱۷۷ نفر جمعیت دارد.